# Le curve celebri
Le curve celebri è un saggio divulgativo di Luciano Cresci che passa in rassegna circa 70 tipi di curve piane geometriche, le più antiche delle quali risalgono ad oltre due millenni fa, ai tempi dell'antica Grecia. Attraverso episodi ed aneddoti concernenti queste curve e i loro scopritori, viene divulgato in modo accessibile ed immediato lo studio della geometria.
L'autore, ingegnere elettronico dell'IBM, ha vissuto la rivoluzione informatica dei decenni precedenti fra Italia e USA. Dai tempi degli studi universitari, ha sempre coltivato interessi inerenti alla matematica ricreativa, grazie ai quali ha dato vita ad alcuni saggi a tema.

## Contenuto
Gli 8 capitoli sono:
1. I tre grandi problemi dell'antichità, dalla duplicazione del cubo alla quadratrice di Dinostrato.
2. Da Euclide a Tolomeo, dal mulino di Euclide ai trigoni di Tolomeo.
3. La nascita della geometria analitica, dal concetto di curva alla funzione logaritmica di Torricelli
4. La storia della cicloide, dalle cicloidi allungate e accorciate alle epicicloidi.
5. La riscoperta delle curve antiche, dalla conica di Apollonio alla cissoide di Diocle.
6. Alla scoperta di curve nuove, dalla lumaca di Pascal alla versiera di Agnesi
7. Da Newton ai giorni nostri, dalle funzioni iperboliche alla funzione logistica di Verhulst
8. Curve nuove e meravigliose, dalla curva di Peano ai frattali di Mandelbrot

Appendici:
A. La biblioteca di Alessandria
B. Omaggio a Blaise Pascal
C. Lady Lovelace e Charles Babbage

## Edizioni
- Luciano Cresci, Le curve celebri: Invito alla storia della matematica attraverso le curve piane più affascinanti, Franco Muzzio Editore, 1998,  p. 194, ISBN 88-7021-864-3.